# پاک‌تراشی

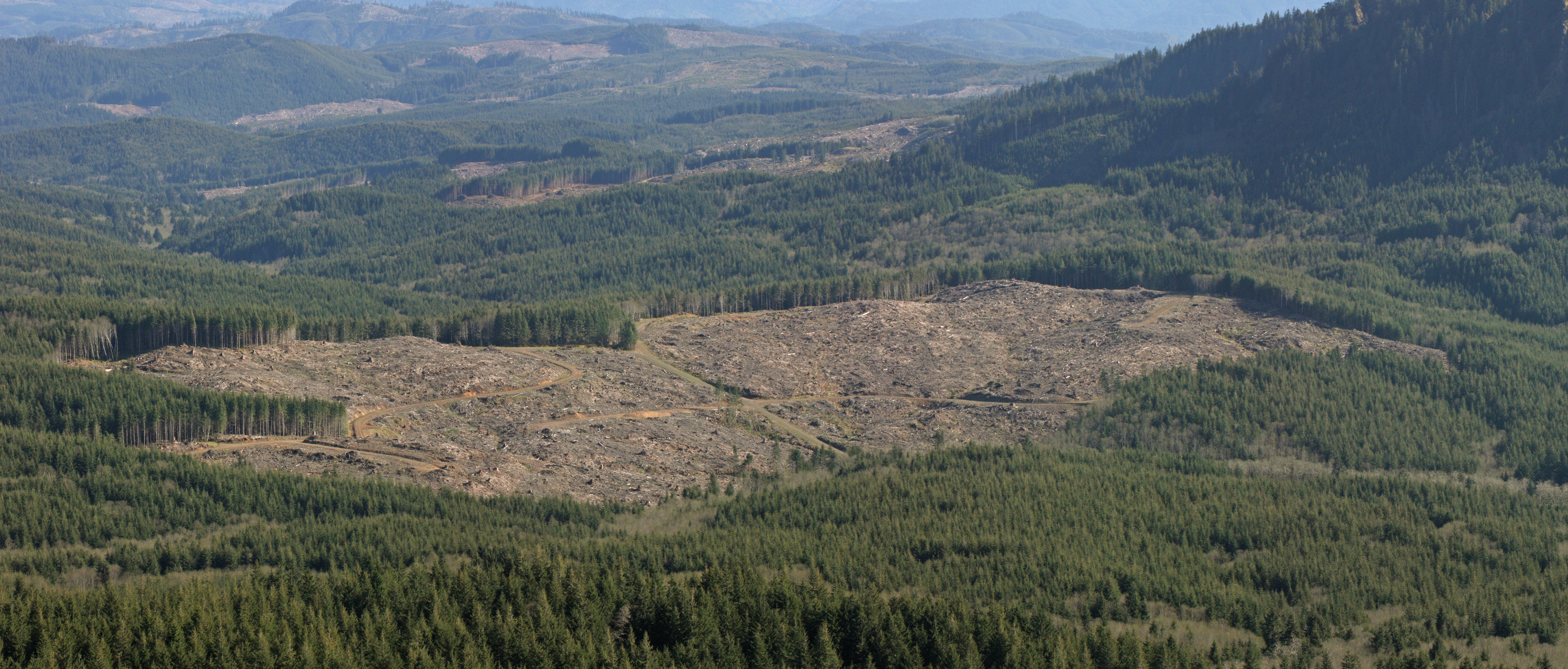
پس از یک سده پاکسازی، این جنگل، در نزدیکی سرچشمه رودخانه لوئیس و کلارک در شهرستان کلاتسوپ، اورگان، این منطقه لکه‌لکه شده‌است که در هر لکه، اکثر درختان هم سن هستند.

پاک‌تراشی یا بریدن همه درختان، یک روش جنگلداری / درخت‌بری است که در آن اکثر یا همه درختان یک منطقه به‌طور یکنواخت قطع می‌شوند. همراه با برداشت درختان پناهگاه و بذر، جنگل‌بانان از آن برای ایجاد انواع خاصی از بوم‌سازگان‌های جنگلی و ترویج گونه‌های انتخابی که نیاز به نور خورشید فراوان دارند یا در توده‌های بزرگ و هم‌سن رشد می‌کنند، استفاده می‌شود. شرکت‌های چوب‌بری و اتحادیه‌های کارگران جنگلی در برخی کشورها از این عمل به دلایل علمی، ایمنی و اقتصادی حمایت می‌کنند، در حالی که مخالفان آن را نوعی جنگل‌زدایی می‌دانند که زیستگاه‌های طبیعی را از بین می‌برد و به تغییرات آب و هوایی کمک می‌کند.

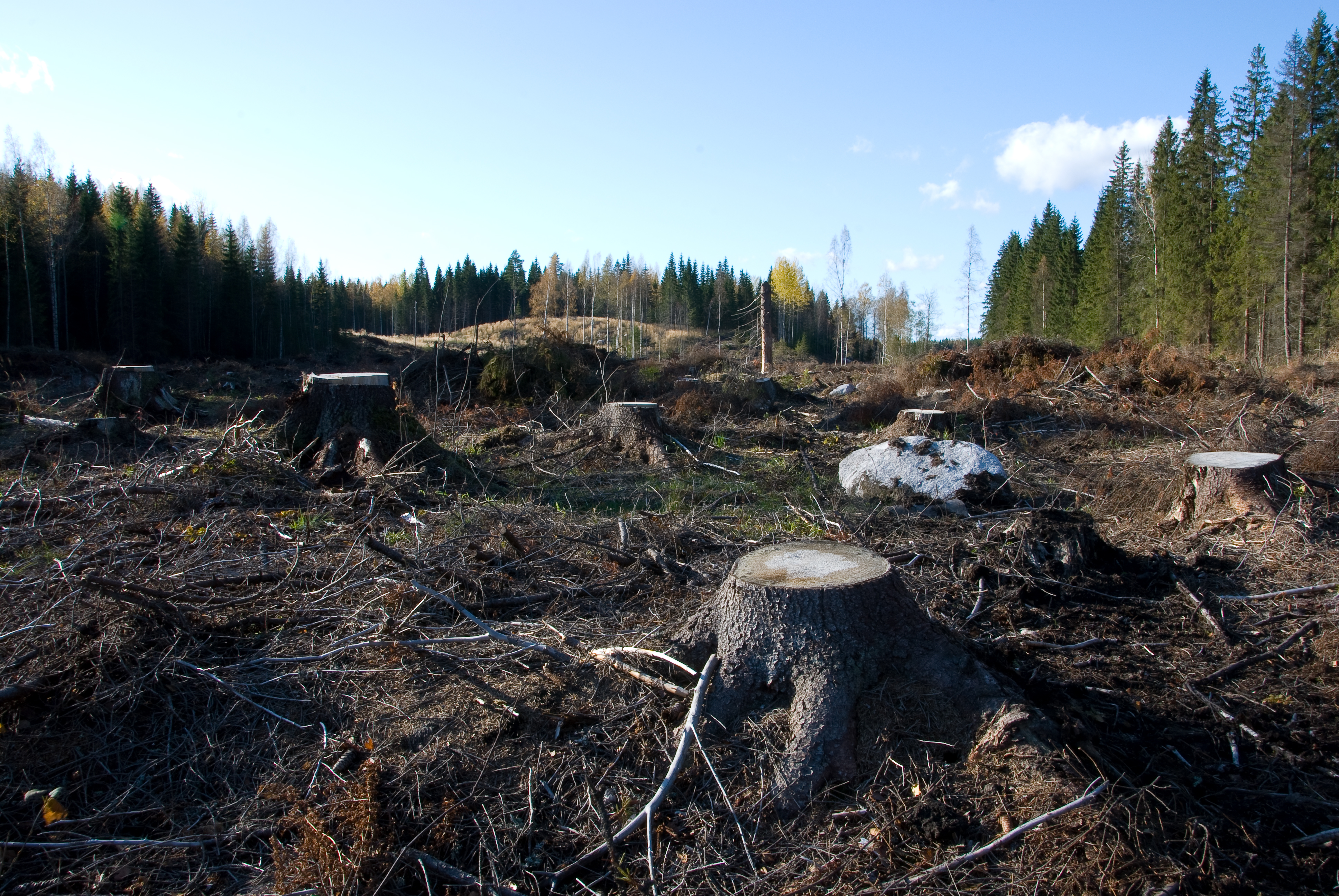
پاک‌تراشی در جنوب فنلاند.

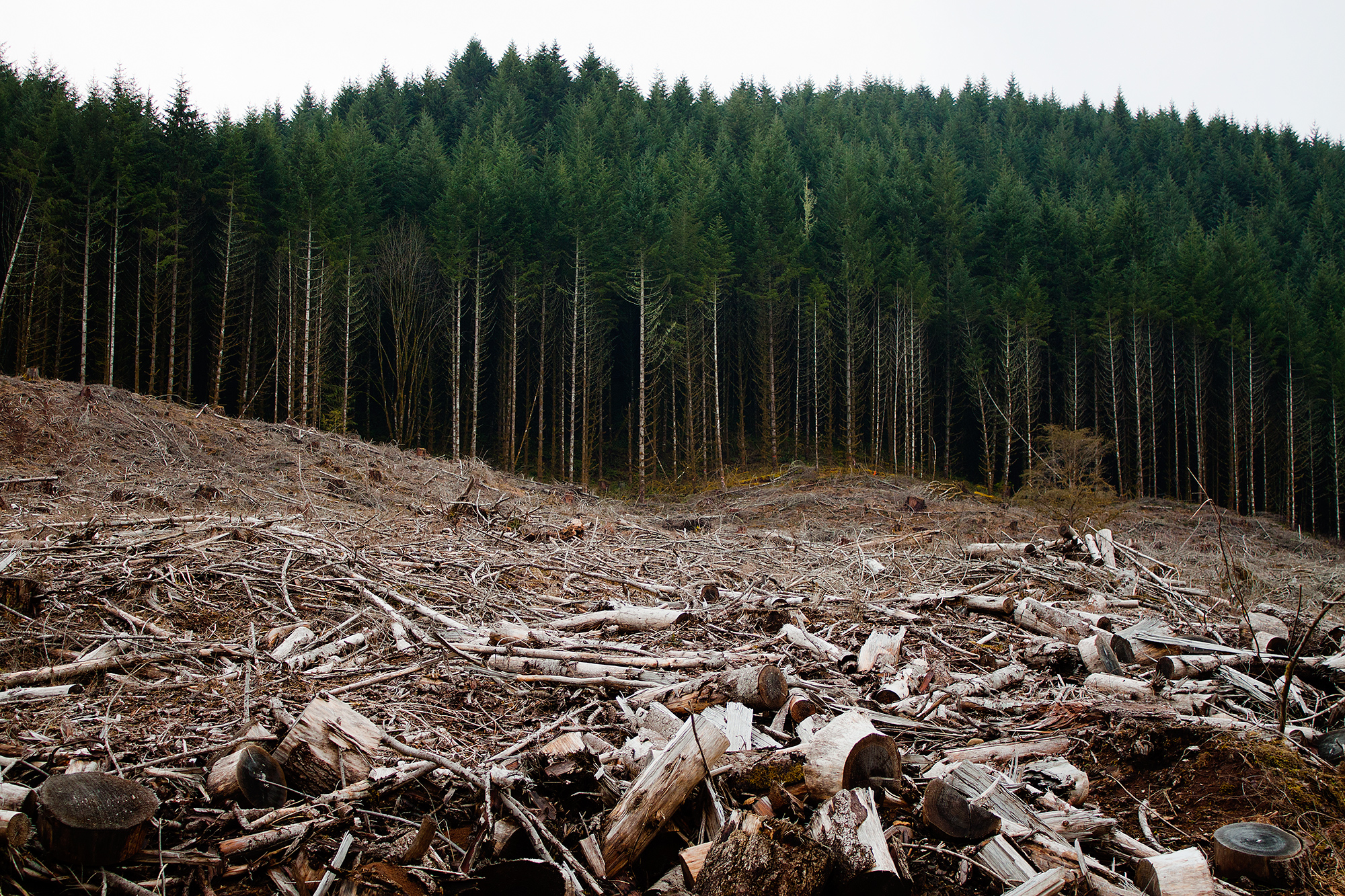
پاک‌تراشی در نزدیکی یوجین، اورگان.

پاک‌تراشی را می‌توان به شکل زیر تفکیک کرد:
- پاک‌تراشی - قطع پاک با بهره‌برداری کامل و حذف همه درختان در یک عملیات … یک روش برداشت
- روش پاک‌تراشی - روشی برای بازسازی یک جامعه مسن با حذف همه درختان بالغ
- سیستم پاک‌تراشی - یک سیستم جنگل‌ورزی شامل روش پاک‌تراشی برای حذف (پاک کردن) جامعه بالغ در یک منطقه قابل توجه در یک زمان[۵]